# Playboys (canción)
Para el álbum de la banda con el mismo nombre, véase Playboys.
«Playboys» es una canción de la banda finlandesa de rock alternativo The Rasmus (entonces llamado simplemente "The Rasmus"), lanzado originalmente en el segundo álbum de la banda con el mismo nombre, Playboys el 29 de agosto de 1997.
El sencillo fue lanzado en 1997 por el sello Warner Music Finland. Es el tercer sencillo del álbum Playboys, y cuenta con sólo la pista "Playboys".

## Lista de canciones
1. "Playboys"-2:57

## Video musical
"Playboys" es la única canción del álbum que fue lanzado como un video musical. El video muestra una habitación con rostros famosos en la pared y la banda tocando sus instrumentos.

## Otras apariciones
"Playboys" también está disponible en el álbum recopilatorio de la banda, Hell of a Collection, que fue lanzado en 2001.